# Tik-Tok d'Oz
Tik-Tok d'Oz és el vuitè llibre de la Terra d'Oz escrit per L. Frank Baum publicat el 1914, el llibre en realitat no té poc a veure amb Tik-Tok sino que tracta d'aixo i és sobretot la recerca de l'home pelut (introduït en el camí a Oz) per rescatar el seu germà, i el seu resultant conflicte amb el rei Nome. Compost de diversos capítols, en total d'uns 25.